# سید محمدرضا هاشمی گلپایگانی
سیّد محمّدرضا هاشمی گلپایگانی (متولد ۱۴ دی ۱۳۲۵ نجف) وزیر فرهنگ و آموزش عالی در دولت دوم اکبر هاشمی رفسنجانی و عضو پیوسته فرهنگستان علوم است. وی فرزند سید احمد هاشمی گلپایگانی و نوهٔ سیّد جمال‌الدّین گلپایگانی است.
وی از سال ۷۲ استاد تمام دانشگاه صنعتی امیرکبیر و عضو هیئت علمی گروه مهندسی پزشکی دانشگاه آزاد مشهد است. او همچنین در دورهٔ چهارم چهره‌های ماندگار همراه با استادان دیگری مثل فتح‌الله مضطرزاده و محمدحسن گنجی به عنوان چهره ماندگار معرفی شد.
او در زمینه آشوب در مهندسی پزشکی تحقیقات گسترده‌ای انجام داده و کتب زیادی در این زمینه و مباحث دیگر مهندسی پزشکی بیوالکتریک به چاپ رسانده‌است.
به پیشنهاد او بود که در سال ۱۳۷۷، مرکزی به نام باشگاه پژوهشگران جوان، که در سال ۱۳۹۱، اسم آن با پیشنهاد دکتر کریم زارع رئیس وقت باشگاه و جمعی از اعضاء و تصویب دکتر فرهاد دانشجو، به باشگاه پژوهشگران جوان و نخبگان، تغییر یافت؛ در دانشگاه آزاد اسلامی تأسیس شد. این مرکز به صورت هیات امنایی اداره می شود و رئیس هیات امناء آن رئیس دانشگاه آزاد اسلامی است.
قبل از سال ۱۳۷۷ تنها نهادی که از نخبگان آنهم در حد دانش آموزی حمایت می کرد و عمده کار آن متوجه المپیادهای علمی، نظیر المپیاد ریاضی، شیمی و فیزیک بود، باشگاه دانش پژوهان جوان بود. این تشابه اسمی، الگو گیری تاسیس باشگاه پژوهشگران جوان را از باشگاه دانش پژوهان جوان، می رساند؛ لاکن این باشگاه پژوهشگران جوان و نخبگان بود که برای اولین بار به عنوان نهادی مطرح شد که وظیفه آن حمایت از دانش آموزان و در عین حال دانشجویان پژوهشگر و نخبه بود. با وجود آنکه باشگاه پژوهشگران جوان و نخبگان، زیر مجموعه دانشگاه آزاد اسلامی است، لاکن وظیفه خود را حمایت گسترده از دانش آموزان و دانشجویان پژوهشگر و نخبه چه عضو دانشگاه آزاد اسلامی باشند و یا نباشند، می داند.
دکتر سید محمد رضا هاشمی گلپایگانی،  در فاصله زمانی سال ۱۳۷۷ تا ۱۳۹۲ به عنوان عضو هیات امناء باشگاه پژوهشگران جوان و نخبگان، در جهت رشد و تعالی نهادی که خود پیشنهاد تاسیس آن را داده بود، فعالیت کرد.